# Rakovac (Srbac)
Rakovac (lengyelül: Rakowiec, szerbül: Раковац), település Bosznia-Hercegovinában, Srbac községben, Bosanska krajina területén, a Szerb Köztársaságban. 

## Fekvése
Bosznia-Hercegovina északi részén, Banja Lukától légvonalban 40, közúton 83 km-re északkeletre, községközpontjától légvonalban 13, közúton 19 km-re délkeletre, a Motajica-hegység területén, 240-350 méteres tengerszint feletti magasságban található.

## Népessége
| Nemzetiségi csoport | Népesség 1991 | Népesség 2013 |
| ------------------- | ------------- | ------------- |
| Szerb               | 36            | 6             |
| Bosnyák             | 0             | 0             |
| Horvát              | 0             | 0             |
| Jugoszláv           | 0             | 0             |
| Egyéb               | 0             | 0             |
| Összesen            | 36            | 6             |

## Története
A térség 1878-ig tartozott az Oszmán Birodalomhoz, ekkor a berlini kongresszus határozata alapján az Osztrák-Magyar Monarchia része lett. 1896-tól Galícia és Bukovina terüretéről nagyszámú lengyel és ruszin lakosságot telepítettek be Boszniába. A hivatalos betelepítés 1896-tól 1906-ig tartott. A település 1899 és 1901 között jött létre. A lengyel telepesek túlnyomórészt római katolikus gazdálkodók voltak Galíciából és Lodomeriából, de velük együtt jöttek görögkatolikus és keleti ortodox ruszinok is. Novi Martinac mellett ez volt a legnagyobb lengyel település Bosznia-Hercegovinában. A lengyelek soha nem integrálódtak be a bosnyák társadalomba, külön etnikai közösségként működtek még azokon a területeken is, ahol közvetlen kapcsolatban álltak a bosnyákokkal. A rakoveci római katolikus plébánia 1901-ben alakult meg és ugyanebben az évben felépült a templom is.
1910-ben a Prnjavori járáshoz tartozó településen 141 háztartást, 817 római katolikus és 117 görög katolikus lakost találtak. A monarchia szétesésével 1918-ban előbb a Szerb-Horvát-Szlovén Királyság, majd 1929-től a Jugoszláv Királyság része. 1921-ben a községnek 153 háztartása és 948 lakosa volt. Az 1929-es törvény értelmében, amikor Bosznia-Hercegovinát négy banovinára, Drinskára, Vrbaskára, Zetskára és Primorskára osztották, a település a Vrbaska banovina része lett, amelynek székhelye Banja Luka volt Jugoszlávia megszállása után a Független Horvát Állam (NDH) része lett. A második világháború után a település a szocialista Jugoszláviához tartozott. A lengyel lakosság a háború után 1946-ban visszatelepült Lengyelországba. A daytoni békeszerződést követő területfelosztásnál a település Srbac község részeként a Szerb Köztársaság területéhez került. 

## Kultúra
Az innen elszármazott lengyelek az itteni, sűrű erdővel borított temetőben, nem messze a plébániatemplom és a plébánialakás helyétől, monumentális keresztet állítottak, valamint lengyel és horvát nyelven írt emléktáblát helyeztek el, amely a lengyel katolikusok 50 éves (1896-1946) jelenlétének állít emléket.